# Liste der Mitglieder der Badischen Ständeversammlung 1897 bis 1899
Diese Liste umfasst die Mitglieder der Ständeversammlung des Großherzogtums Baden für die Sessionen des 38. ordentlichen Landtags. Die Eröffnung fand am 22. November 1897 statt. Vom 13. Juli bis zum 5. Dezember 1898 waren die Sitzungen unterbrochen.  Die Schlusssitzung fiel auf den 12. Mai 1899. Insgesamt fanden 35 Sitzungen der Ersten Kammer und 147 Sitzungen der Zweiten Kammer statt.

## Präsidium der Ersten Kammer
Präsident: Prinz Karl von Baden 

1. Vizepräsident: Freiherr Franz von Bodman 

2. Vizepräsident: Geheimer Kommerzienrat Philipp Diffené 

## Mitglieder der Ersten Kammer

### Prinzen des Hauses Baden
- Erbgroßherzog Friedrich von Baden (war nie anwesend)
- Prinz Maximilian von Baden (war nie anwesend)
- Prinz Karl von Baden

### Standesherren
- Fürst Max Egon zu Fürstenberg
- Fürst Ernst zu Leiningen (war nie anwesend)
- Fürst Erwein von der Leyen
- Fürst Ernst zu Löwenstein-Wertheim-Freudenberg
- Fürst Karl zu Löwenstein-Wertheim-Rosenberg (war nie anwesend)
- Graf Karl Polykarp zu Leiningen-Billigheim (war nie anwesend). Nach dem Tod des Grafen Karl Polykarp am 22. Januar 1899 fiel das Mandat wieder an dessen Vater Karl Wenzel zurück.

### Vertreter der katholischen Kirche
- Justus Knecht,[3] Weihbischof, Verweser des Erzbistums Freiburg (1897–1898, war nie anwesend)
- Georg Ignaz Komp,[3] ernannter Erzbischof (1898, war nie anwesend)
- Thomas Nörber,[3] Erzbischof (1898–1899, war nie anwesend)

### Vertreter der evangelischen Landeskirche
- Friedrich Wilhelm Schmidt, Prälat der Evangelischen Landeskirche

### Vertreter des grundherrlichen Adels

#### Oberhalb der Murg
- Freiherr Franz von und zu Bodman
- Freiherr Richard von Böcklin
- Graf Konstantin von Hennin
- Freiherr Wilhelm von Röder, General z. D.

#### Unterhalb der Murg
- Freiherr Wilhelm von Gemmingen, General der Kavallerie z. D.
- Freiherr Ernst August Göler von Ravensburg
- Graf Raban von Helmstatt
- Freiherr Albrecht Rüdt von Collenberg-Bödigheim, Landgerichtsrat

### Vertreter der Landesuniversitäten
- Geheimer Hofrat Georg Meyer,[3] Vertreter der Universität Heidelberg
- Hofrat Gustav Rümelin,[3] Vertreter der Universität Freiburg

### Vom Großherzog ernannte Mitglieder
- Richard Schneider,[3] Geheimrat, Oberlandesgerichtspräsident
- August Joos, Geheimrat, Präsident des Verwaltungsgerichtshofs
- Freiherr Ferdinand von Bodman, Gutsbesitzer, Gesandter
- Carl Engler,[3] Geheimer Hofrat
- Philipp Diffené, Geheimer Kommerzienrat
- Ferdinand Sander, Geheimer Kommerzienrat
- Ferdinand Scipio, Kommerzienrat
- Karl Krafft, Fabrikant, Kommerzienrat

## Präsidium der Zweiten Kammer
Präsident: Albert Gönner

1. Vizepräsident:  Georg Karl Lauck 

2. Vizepräsident: Markus Pflüger

## Die gewählten Abgeordneten der Zweiten Kammer
Seit 1871 wurden die badischen Wahlbezirke nicht mehr wie von 1819 bis 1870 üblich mit separaten Nummernkreisen für Stadtwahlbezirke und Ämterwahlbezirke unterschieden, sondern nach geographischen Gesichtspunkten von Süden nach Norden fortlaufend von 1 bis 56 nummeriert. Nachfolgend sind jedoch die Stadtwahlbezirke und die Ämterwahlbezirke in zwei separaten Abschnitten zusammengefasst, wodurch die Nummerierung der Wahlbezirke jeweils unvollständig erscheint.
Die Wahl zweier Abgeordneter wurde in den ersten Sitzungen des Landtags für ungültig erklärt: Da in Wyhlen (Wahlkreis Lörrach-Land) der Polizeidiener in Uniform Stimmzettel der Nationalliberalen Partei verteilt hatte und dies vom Landtag als amtliche Wahlbeeinflussung betrachtet wurde, verlor der NLP-Kandidat Karl Dreher acht Wahlmänner und damit seinen Sitz an Johann Hagist. Nachdem die Wahlmänner-Wahlen in Grötzingen und Kleinsteinbach ebenfalls für ungültig erklärt worden waren, fehlten Karl Kirchenbauer in seinem Wahlkreis Durlach-Land 18 Wahlmänner, sodass diese Wahl ebenfalls wiederholt werden musste. Kirchenbauer gewann jedoch anscheinend die Nachwahl.

### Stadtwahlbezirke
| Wahlbezirk | Bezeichnung des Wahlbezirks              | Name des Abgeordneten    | Fraktion                          |
| ---------- | ---------------------------------------- | ------------------------ | --------------------------------- |
| 3.         | Wahlbezirk der Stadt Konstanz            | Martin Venedey           | Deutsche Volkspartei (Demokraten) |
| 9.         | Wahlbezirk der Stadt Lörrach mit Stetten | Markus Pflüger           | Freisinnige Volkspartei           |
| 18. I.     | Wahlbezirk der Stadt Freiburg            | Wilhelm Fischer          | Zentrum                           |
| 18. II.    | Wahlbezirk der Stadt Freiburg            | Ferdinand Fischer        | Zentrum                           |
| 21.        | Wahlbezirk der Stadt Lahr                | Gustav Höring            | Nationalliberale Partei           |
| 26.        | Wahlbezirk der Stadt Offenburg           | Karl Heimburger          | Deutsche Volkspartei (Demokraten) |
| 31.        | Wahlbezirk der Stadt Baden               | Albert Gönner            | Nationalliberale Partei           |
| 32.        | Wahlbezirk der Stadt Rastatt             | Karl Delisle             | Deutsche Volkspartei (Demokraten) |
| 35. I.     | Wahlbezirk der Stadt Karlsruhe           | Adolf Geck               | SPD                               |
| 35. II.    | Wahlbezirk der Stadt Karlsruhe           | August Schaier           | SPD                               |
| 35. III.   | Wahlbezirk der Stadt Karlsruhe           | Karl Bleß                | Deutsche Volkspartei (Demokraten) |
| 37.        | Wahlbezirk der Stadt Durlach             | Gustav Binz              | Nationalliberale Partei           |
| 41.        | Wahlbezirk der Stadt Bruchsal            | Wilhelm Keller           | Nationalliberale Partei           |
| 42. I.     | Wahlbezirk der Stadt Pforzheim           | Hermann Friedrich Gesell | Nationalliberale Partei           |
| 42. II.    | Wahlbezirk der Stadt Pforzheim           | Albert Wittum            | Nationalliberale Partei           |
| 45. I.     | Wahlbezirk der Stadt Mannheim            | Robert Kramer            | SPD                               |
| 45. II.    | Wahlbezirk der Stadt Mannheim            | Anton Geiß               | SPD                               |
| 45. III.   | Wahlbezirk der Stadt Mannheim            | August Dreesbach         | SPD                               |
| 48. I.     | Wahlbezirk der Stadt Heidelberg          | Karl Leimbach            | Nationalliberale Partei           |
| 48. II.    | Wahlbezirk der Stadt Heidelberg          | Karl Wilckens            | Nationalliberale Partei           |

### Ämterwahlbezirke
| Wahlbezirk | Bezeichnung des Wahlbezirks                                                      | Name des Abgeordneten                                                   | Fraktion                          |
| ---------- | -------------------------------------------------------------------------------- | ----------------------------------------------------------------------- | --------------------------------- |
| 1.         | Wahlbezirk der Ämter Überlingen und Pfullendorf mit Teilen des Amtes Stockach    | Friedrich Hug                                                           | Zentrum                           |
| 2.         | Wahlbezirk des Amtes Meßkirch mit Teilen des Amtes Stockach                      | Roderich Straub                                                         | Nationalliberale Partei           |
| 4.         | Wahlbezirk des Amtes Konstanz                                                    | Josef Gießler                                                           | Zentrum                           |
| 5.         | Wahlbezirk des Amtes Engen mit Teilen des Amtes Stockach                         | Eduard Müller                                                           | Nationalliberale Partei           |
| 6.         | Wahlbezirk des Amtes Bonndorf mit Teilen des Amtes Waldshut                      | Ferdinand Kriechle                                                      | Nationalliberale Partei           |
| 7.         | Wahlbezirk mit Teilen der Ämter Waldshut und Säckingen                           | Joseph Schuler                                                          | Zentrum                           |
| 8.         | Wahlbezirk des Amtes St. Blasien mit Teilen der Ämter Schönau und Neustadt       | Adolf Ernst Birkenmayer                                                 | Zentrum                           |
| 10.        | Wahlbezirk des Amtes Lörrach (ohne Stetten)                                      | Johann Hagist                                                           | Freisinnige Volkspartei           |
| 11.        | Wahlbezirk des Amtes Schopfheim mit Teilen der Ämter Säckingen und Schönau       | Georg Peter Weygoldt                                                    | Nationalliberale Partei           |
| 12.        | Wahlbezirk des Amtes Müllheim mit Teilen des Amtes Staufen                       | Ernst Blankenhorn                                                       | Nationalliberale Partei           |
| 13.        | Wahlbezirk des Amtes Donaueschingen                                              | Emil August Friedrich Fieser                                            | Nationalliberale Partei           |
| 14.        | Wahlbezirk des Amtes Villingen mit Teilen des Amtes Neustadt                     | Benjamin Grüninger                                                      | Zentrum                           |
| 15.        | Wahlbezirk mit Teilen der Ämter Staufen und Freiburg                             | Ferdinand Kopf                                                          | Zentrum                           |
| 16.        | Wahlbezirk des Amtes Breisach mit Teilen des Amtes Freiburg                      | Josef Julius Schüler                                                    | Zentrum                           |
| 17.        | Wahlbezirk des Amtes Waldkirch mit Teilen der Ämter Emmendingen und Freiburg     | Josef Blattmann                                                         | Zentrum                           |
| 19.        | Wahlbezirk mit Teilen des Amtes Emmendingen                                      | Wilhelm Pfefferle                                                       | Nationalliberale Partei           |
| 20.        | Wahlbezirk des Amtes Ettenheim mit Teilen des Amtes Emmendingen                  | Emil Armbruster                                                         | Zentrum                           |
| 22.        | Wahlbezirk des Amtes Lahr mit Teilen des Amtes Offenburg                         | Wilhelm Flüge                                                           | parteilos                         |
| 23.        | Wahlbezirk des Amtes Triberg mit Teilen des Amtes Wolfach                        | Alois Herth                                                             | Zentrum                           |
| 24.        | Wahlbezirk mit Teilen der Ämter Wolfach und Offenburg                            | Michael Josef Hennig                                                    | Zentrum                           |
| 25.        | Wahlbezirk mit Teilen des Amtes Offenburg                                        | Franz Weber                                                             | Zentrum                           |
| 27.        | Wahlbezirk des Amtes Kehl                                                        | Gustav Hauß                                                             | Nationalliberale Partei           |
| 28.        | Wahlbezirk des Amtes Oberkirch mit Teilen des Amtes Achern                       | Josef Geldreich                                                         | Nationalliberale Partei           |
| 29.        | Wahlbezirk mit Teilen der Ämter Achern und Bühl                                  | Georg Karl Lauck                                                        | Zentrum                           |
| 30.        | Wahlbezirk des Amtes Baden mit Teilen der Ämter Bühl und Rastatt                 | Maximilian Wilhelm Reichert                                             | Zentrum                           |
| 33.        | Wahlbezirk mit Teilen des Amtes Rastatt                                          | Albert Freiherr von Bodman                                              | Zentrum                           |
| 34.        | Wahlbezirk des Amtes Ettlingen mit Teilen des Amtes Rastatt                      | Theodor Wacker                                                          | Zentrum                           |
| 36.        | Wahlbezirk des Amtes Karlsruhe                                                   | Karl Emil Freiherr Stockhorner von Starein                              | Deutschkonservative Partei        |
| 38.        | Wahlbezirk des Amtes Durlach mit Teilen des Amtes Bruchsal                       | Karl Kirchenbauer                                                       | Deutschkonservative Partei        |
| 39.        | Wahlbezirk des Amtes Bretten mit Teilen des Amtes Bruchsal                       | Georg Kögler                                                            | Nationalliberale Partei           |
| 40.        | Wahlbezirk mit Teilen des Amtes Bruchsal                                         | Julius Breitner                                                         | Zentrum                           |
| 43.        | Wahlbezirk des Amtes Pforzheim                                                   | Johann Heinrich Georg Frank                                             | Nationalliberale Partei           |
| 44.        | Wahlbezirk des Amtes Schwetzingen mit Teilen des Amtes Mannheim                  | Johann Baptist Eder                                                     | Deutsche Volkspartei (Demokraten) |
| 46.        | Wahlbezirk des Amtes Weinheim mit Teilen des Amtes Mannheim                      | Georg Philipp Pfisterer                                                 | Antisemit                         |
| 47.        | Wahlbezirk des Amtes Wiesloch mit Teilen des Amtes Heidelberg                    | Gustav Greiff                                                           | Nationalliberale Partei           |
| 49.        | Wahlbezirk mit Teilen des Amtes Heidelberg                                       | Friedrich Mampel                                                        | Deutschsoziale Partei             |
| 50.        | Wahlbezirk des Amtes Eppingen mit Teilen des Amtes Sinsheim                      | Philipp Reichardt                                                       | Nationalliberale Partei           |
| 51.        | Wahlbezirk mit Teilen des Amtes Sinsheim                                         | Heinrich Neuwirth                                                       | Nationalliberale Partei           |
| 52.        | Wahlbezirk des Amtes Eberbach mit Teilen des Amtes Buchen                        | Alfred Schmid                                                           | Nationalliberale Partei           |
| 53.        | Wahlbezirk des Amtes Mosbach                                                     | Karl Emil Weber gestorben 1898                                          | Nationalliberale Partei           |
| 53.        | Wahlbezirk des Amtes Mosbach                                                     | Rudolf Obkircher Mandatsnachfolger für den verstorbenen Karl Emil Weber | Nationalliberale Partei           |
| 54.        | Wahlbezirk des Amtes Wertheim mit Teilen der Ämter Buchen und Tauberbischofsheim | Florian Werr                                                            | Zentrum                           |
| 55.        | Wahlbezirk mit Teilen des Amtes Tauberbischofsheim                               | Wilhelm Köhler                                                          | Zentrum                           |
| 56.        | Wahlbezirk der Ämter Adelsheim und Boxberg                                       | Hermann Klein                                                           | Nationalliberale Partei           |

## Belege und Anmerkungen
1. ↑   Ludwig Bauer, Bernhard Gißler: Die Mitglieder der Ersten Kammer der Badischen Ständeversammlung von 1819 – 1912. Fidelitas, Karlsruhe 1913, 5. Auflage, S. 57 f.
2. ↑   Adolf Roth und Paul Thorbecke: Die badischen Landstände. Landtagshandbuch. Verlag der G. Braunschen Hofbuchdruckerei, Karlsruhe 1907, S. 272
3. 1 2 3 4 5 6 7 8 9 10 11 12 13 14 15 16 17  Dieser Mandatsträger ist in den amtlich veröffentlichten Abgeordnetenlisten als promovierter Akademiker ausgewiesen, d. h. dort üblicherweise mit einem vor dem Namen stehenden Doktor-Grad verzeichnet
4. ↑  Badischer Landtag. Karlsruhe, 10. Dezember. In: Freiburger Zeitung. 12. Dezember 1897, abgerufen am 27. Mai 2016.
5. ↑  Badischer Landtag. Karlsruhe, 9. Dezember. In: Freiburger Zeitung. 11. Dezember 1897, abgerufen am 25. Mai 2016.
6. 1 2 3 4 5  Von 1868 bis 1878 hieß das Pendant zur Deutschen Volkspartei in Baden Demokratische Partei
7. 1 2  Bis 1931 hieß die Stadt Baden-Baden nur Baden.